# 奥维耶多 (佛罗里达州)
奥维耶多（英語：Oviedo），是美国佛罗里达州塞米諾爾縣下属的一座城市。建立于1925年。面积约为40平方公里（约合15.4平方英里）。根据2010年美国人口普查，该市有人口36,651人。论人口在本州排行第68。